# Faculdade de Engenharia Pune

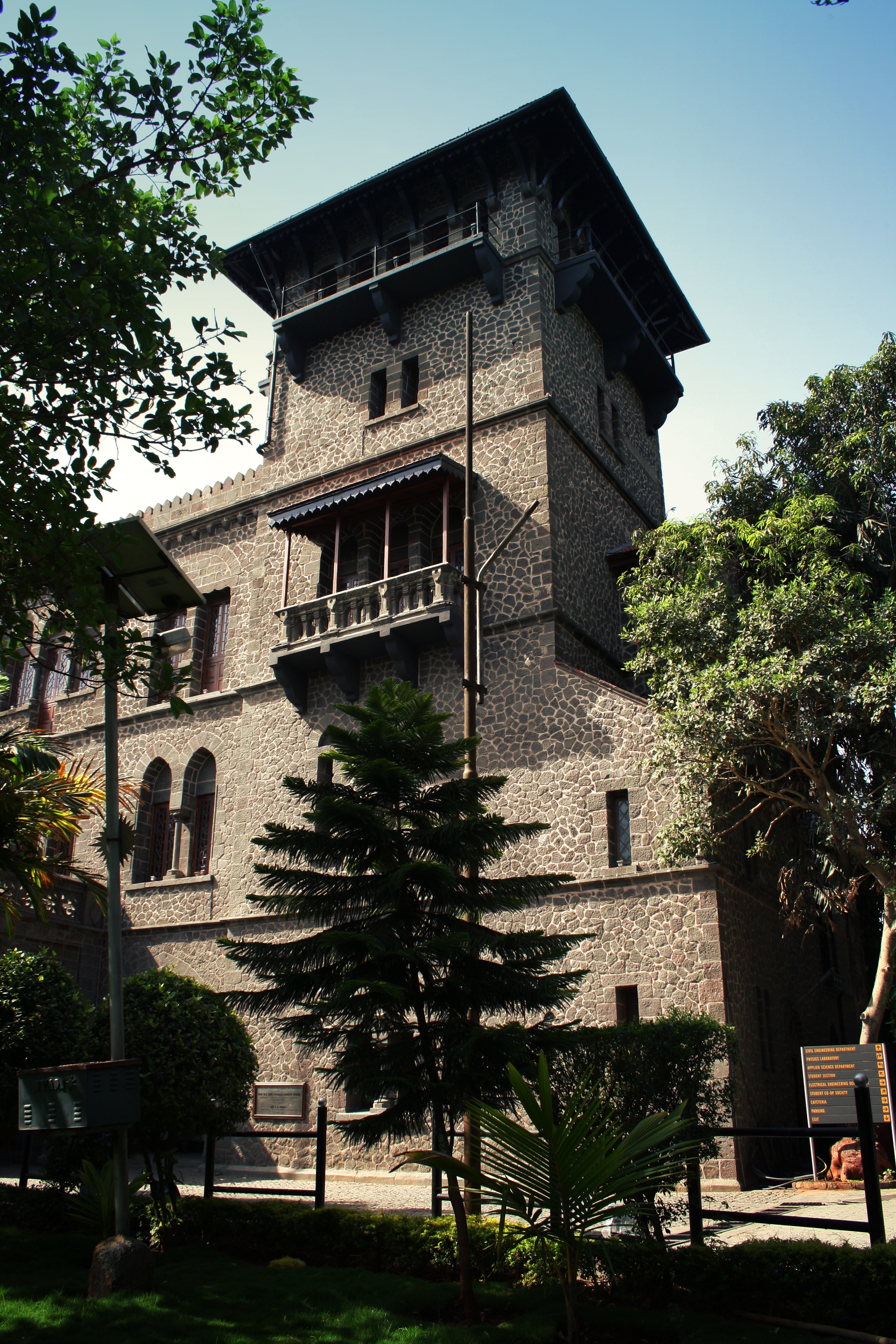
Edifício principal da COEP, setor administrativo.

Faculdade de Engenharia, Pune (COEP) é uma faculdade de engenharia autônoma com uma afiliação à Universidade de Pune em Pune, Maharashtra, na Índia.

## História
Fundada em 1854, é a terceira mais antiga faculdade de engenharia na Ásia, após a Faculdade de Engenharia, Guindy (1794) e IIT Roorkee (1847). Os alunos e ex-alunos da Faculdade de Engenharia, Pune são coloquialmente conhecido como COEPians. Modelo de estudo do colégio foi referido, no início dos anos 1950, como o "Poona Model".